# إيندرا سينها
إيندرا سينها (بالإنجليزية: Indra Sinha)‏ هو لغوي وكاتب ومترجم ومؤلف بريطاني، ولد في 1950 في Colaba ‏ في الهند.